# Rhynchospora neesii
Rhynchospora neesii är en halvgräsart som beskrevs av Ernst Gottlieb von Steudel. Rhynchospora neesii ingår i släktet småag, och familjen halvgräs. Inga underarter finns listade i Catalogue of Life.